# 丹申廣
丹申廣（1983年12月9日—），原名王又正，臺灣新聞記者、電視主播。玄奘大學新聞系畢業，曾任中天新聞台政論節目《大政治大爆卦》、《新聞深喉嚨》、《正常發揮》主持人。2022年1月11日在《正常發揮》宣布改名為「丹申廣」，純粹是改運，沒有要出道，也沒有要參與選舉，中華民國國民身分證上的名字沒有改。

## 簡歷
原就讀玄奘大學宗教系，後轉系至新聞系，為91級傑出系友。
曾在中國國民黨總統候選人韓國瑜參選期間作為中天新聞台貼身記者，專訪和設置鄉民電視台，SNG連線至電視台內。後因中天新聞台不獲續牌事件被迫離開中天。
2020年12月14日，在中天新闻台转型为网络电视之后，王又正携《正常发挥》节目回归中天新聞台。
2023年2月，《正常发挥》傳出停播，當時中天表示，《正常發揮》持續籌組新團隊中，請大家耐心等候丹申廣回歸。但後來丹申廣於4月份離開中天；《正常發揮》節目確定停播，原時段由《頭條開講》節目接手。

## 經歷
- 年代新聞台記者、主播
- 中天新聞台記者、主播、主持人、製作人